# Rizal (Laguna)
Rizal è una municipalità di quinta classe delle Filippine, situata nella Provincia di Laguna, nella Regione del Calabarzon.
Rizal è formata da 11 baranggay:
- Antipolo
- East Poblacion
- Entablado
- Laguan
- Paule 1
- Paule 2
- Pook
- Tala
- Talaga
- Tuy
- West Poblacion